# Augusto Trajano de Azevedo Antunes
Augusto Trajano de Azevedo Antunes (São Paulo,  29 de setembro de 1906 - Rio de Janeiro,  6 de agosto de 1996) foi um empresário brasileiro. 
Terceiro filho entre seis, começou a vida como modesto engenheiro.
Se formou em Engenharia Civil pela Escola Politécnica de São Paulo em 1930. Em 1942, fundou a ICOMI em Minas Gerais e em 1948 iniciou as atividades de mineração no Amapá. Associou-se ao dono de uma casa lotérica em Belo Horizonte para explorar manganês no Tijuco e em 1946 descobriu minério na Serra do Navio. Obcecado por métodos gerenciais e técnicas industriais, com 56 anos era um dos poucos milionários brasileiros socialmente imperceptíveis.
Com a ICOMI (Indústria e Comércio de Minérios), na década de 1970 era sócio da Bethlehem Steel e da Hanna Mining e amigo do banqueiro David Rockefeller. Fundou em 29 de novembro de 1961, junto com Antonio Gallotti, o Instituto de Pesquisas e Estudos Sociais, um dos principais conspiradores contra o presidente João Goulart, participando ativamente das articulações que culminaram no Golpe Militar de 1964. 
Em 1973 promoveu um encontro, sem seu apartamento na Vieira Souto, entre Golbery do Couto e Silva e Júlio de Mesquita Neto, buscando amenizar as relações entre a ditadura e a imprensa.
Fundou a Caemi, empresa de mineração, que desde o ano de 2003 pertence à Companhia Vale do Rio Doce.